# Butajira
Butajira est une ville et un woreda du centre-sud de l'Éthiopie, et le chef-lieu de la zone Est Gurage récemment créée. Avec une population de 33 406 habitants en 2007, elle est la principale agglomération de la zone Gurage de la région des nations, nationalités et peuples du Sud jusqu'au transfert de cette zone dans la région Éthiopie du Centre en août 2023.
Butajira se trouve vers 2 100 m d'altitude, 125 km au sud d'Addis-Abeba et 100 km au nord d'Hosaena.
Ancien centre administratif du woreda Meskanena Mareko, elle obtient le statut de woreda au plus tard en 2007 avec un territoire enclavé dans le woreda Meskan.
Le recensement national de 2007 y fait état d'une population de 33 406 habitants ce qui en fait la principale agglomération de la zone Gurage de la région des nations, nationalités et peuples du Sud.
Environ 51 % de ses habitants sont musulmans, 40 % sont orthodoxes et 9 % sont protestants.
En 2022, sa population est estimée à 89 824 personnes avec une densité de population de 5 570 personnes par km2 et 16,13 km2 de superficie,.
Rattachée à la région des nations, nationalités et peuples du Sud jusqu'au transfert de la zone Gurage dans la région Éthiopie du Centre en août 2023, Butajira devient le chef-lieu de la zone Est Gurage de la nouvelle région.